# Retração gengival
Retração gengival é a perda de inserção das fibras gengivais em relação ao dente resultante da inflamação gengival. A gengiva afasta-se em relação ao dente no sentido vestibulolingual ou proximoproximal.
A retração gengival usualmente deixa exposta a raiz do dente, a qual perde sua proteção natural, deixando exposta a dentina. Neste ponto a sensibilidade do dente aumenta sobremaneira, especialmente ao mastigar, ou ao contato com substâncias frias ou quentes. A teoria mais aceita para explicar a sensibilidade está na exposição dos túbulos dentinários - minúsculos canais que se comunicam com a polpa do dente -, de modo a diminuir o movimento do fluido dentinário intratubular, reduzindo o diâmetro dos túbulos dentinários. Para tanto, utilizava-se substâncias como o cloreto de estrôncio para dessensibilizar o dente, que atua como bloqueador parcial do referidos túbulos. Entretanto, passou-se a utilizar o nitrato de potássio, que, ao contrário de obstacularizar os túbulos, age de forma a despolarizar as membranas das fibras nervosas, impedindo em nível axonal o seguimento dos referidos impulsos. Deve-se ter em mente que não é recomendável utilizar-se concomitantemente de agentes obstacularizadores dos túbulos dentinários com o nitrato de potássio, uma vez que aqueles - tais como o cloreto de estrôncio - reduzem o movimento do fluido tubular, e assim bloqueiam o fluxo de íons de potássio através dos túbulos, limitando a atuação do nitrato de potássio.
A retração gengival é causada por vários fatores, dentre os quais inflamações por placa bacteriana, trauma oclusal (excesso de força sobre o dente), restaurações desajustadas na região gengival, posição alta dos freios labial e lingual, movimentos ortodônticos errados. Certo, também, que a má escovação dos dentes - usualmente com muita força - faz retrair a gengiva. Por isso a mudança de comportamento do paciente também é bastante recomendada nesses casos.